# Aéroport de Ziro
L'aéroport de Ziro est un aéroport situé en Inde.

## Statistiques
Pour des raisons techniques, il est temporairement impossible d'afficher le graphique qui aurait dû être présenté ici.

Voir la requête brute et les sources sur Wikidata.